# رامحة نبقية
رامحة نبقية (الاسم العلمي:Dovyalis rhamnoides) هي نوع من النباتات تتبع جنس الرامحة من الفصيلة الصفصافية.